# Saint-Izaire
Saint-Izaire (okzitanisch: Sent Esèri) ist eine französische Gemeinde des Départements Aveyron in der Region Okzitanien (vor 2016: Midi-Pyrénées) mit 318 Einwohnern (Stand: 1. Januar 2022). Administrativ ist sie dem Kanton Saint-Affrique und dem Arrondissement Millau zugeteilt.

## Geografie
Saint-Izaire liegt etwa 36 Kilometer westsüdwestlich von Millau und etwa 44 Kilometer südsüdöstlich von Rodez in der historischen Region der Rouergue. Das Gemeindegebiet wird vom Dourdou de Camarès und dem Flüsschen Gos durchquert, die beide in den Tarn münden, der im Nordosten die Gemeindegrenze bildet. An der Grenze zur Nachbargemeinde Broquiès mündet der Len in den Dourdou de Camarès. 
Umgeben wird Saint-Izaire von den Nachbargemeinden Broquiès im Norden, Les Costes-Gozon im Nordosten, Calmels-et-le-Viala im Osten und Südosten, Saint-Juéry im Süden, Montclar im Westen sowie Brousse-le-Château im Nordwesten.

## Bevölkerungsentwicklung
| Jahr                      | 1962 | 1968 | 1975 | 1982 | 1990 | 1999 | 2006 | 2013 |
| ------------------------- | ---- | ---- | ---- | ---- | ---- | ---- | ---- | ---- |
| Einwohner                 | 589  | 495  | 410  | 337  | 284  | 317  | 330  | 302  |
| Quelle: Cassini und INSEE |      |      |      |      |      |      |      |      |

## Sehenswürdigkeiten
- Dolmen von Saint-Antonin
- Kirche
- Kapelle Notre-Dame-de-Grâce aus dem 18. Jahrhundert
- Schloss Saint-Izaire aus dem 14. Jahrhundert, Monument historique seit 1991, heute Museum

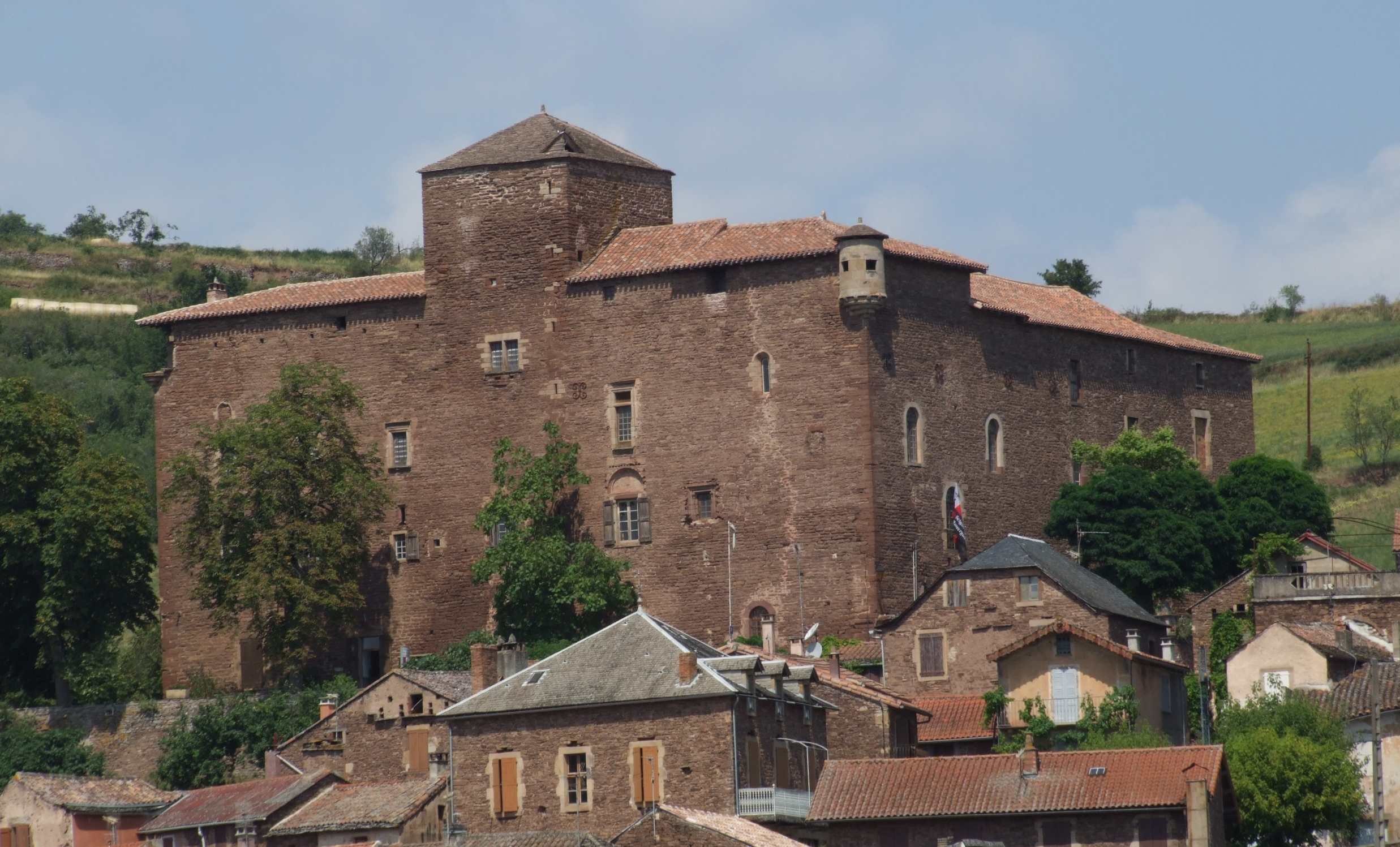
Schloss Saint-Izaire

- Statuenmenhire von Mas Capelier